# Липня (приток Белки)
Липня (в верховьях Липенка) — река в России, протекает по Дедовичскому району Псковской области. Река вытекает из небольшого болота к югу от урочища Пятница. Река течёт преимущественно на запад, ближе к устью поворачивает на север. Устье реки находится в 28 км от устья реки Белки по левому берегу, у деревень Ярилово, Заречье, Замостье. Длина реки составляет 29 км, площадь водосборного бассейна — 210 км².
В 4 км от устья, по правому берегу впадает река Крутец.
На реке стоят деревни Шелонской волости: Большой Клинец, Малый Клинец, Ясски (центр волости), Крючково, Старый Борок, Новый Борок, Погорелое, Склево и Киково. Ниже река протекает по территории Дубишенской волости мимо деревень Острая Лука, Карсаковы Гривы, Ветчи, Пуково, Липня, Бельская Лука и Ярилово с Заречьем у устья.

## Данные водного реестра
По данным государственного водного реестра России относится к Балтийскому бассейновому округу, водохозяйственный участок реки — Шелонь, речной подбассейн реки — Волхов. Относится к речному бассейну реки Нева (включая бассейны рек Онежского и Ладожского озера).
Код объекта в государственном водном реестре — 01040200412102000024489.